# Vintage Speedsters of California

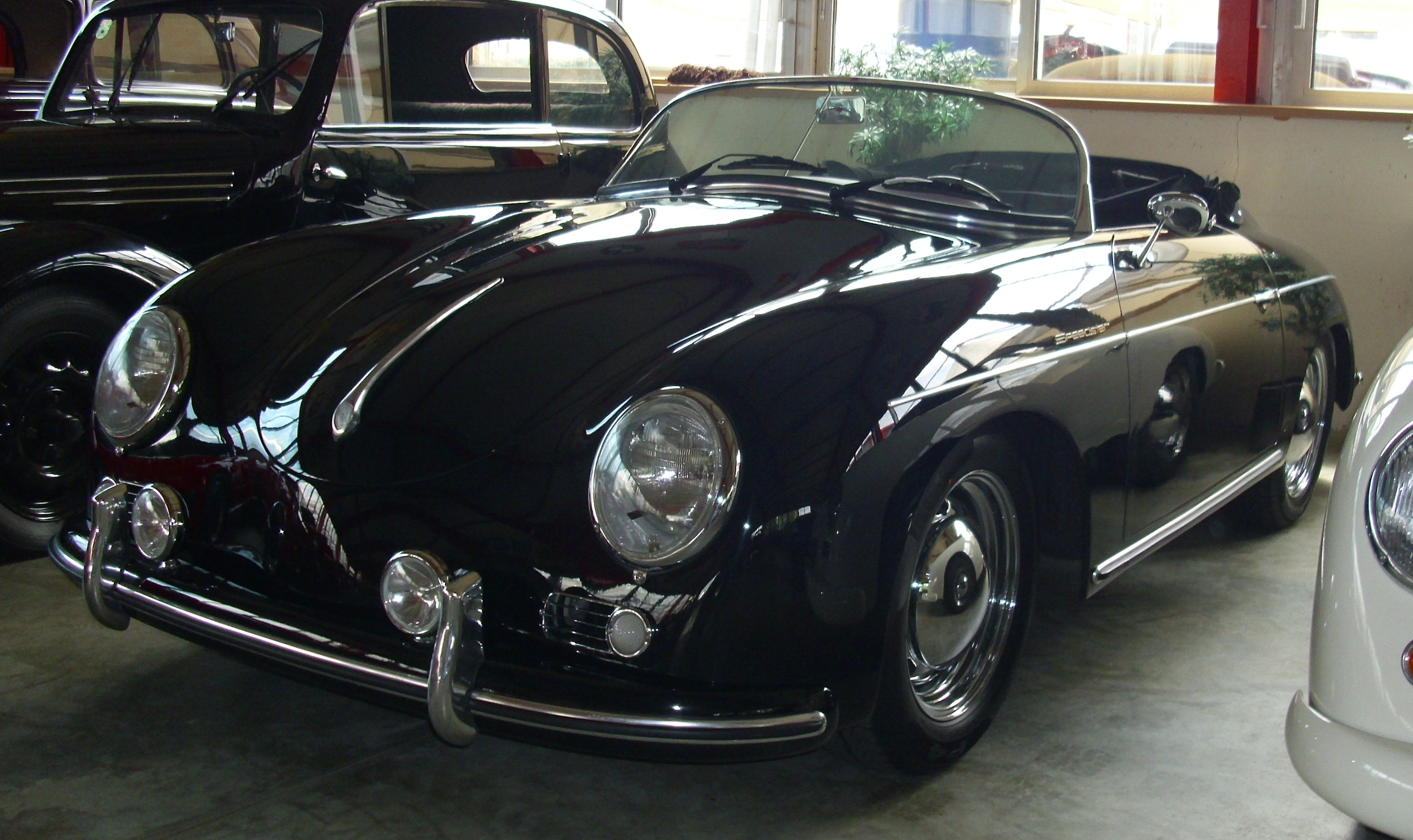
Vintage Speedster

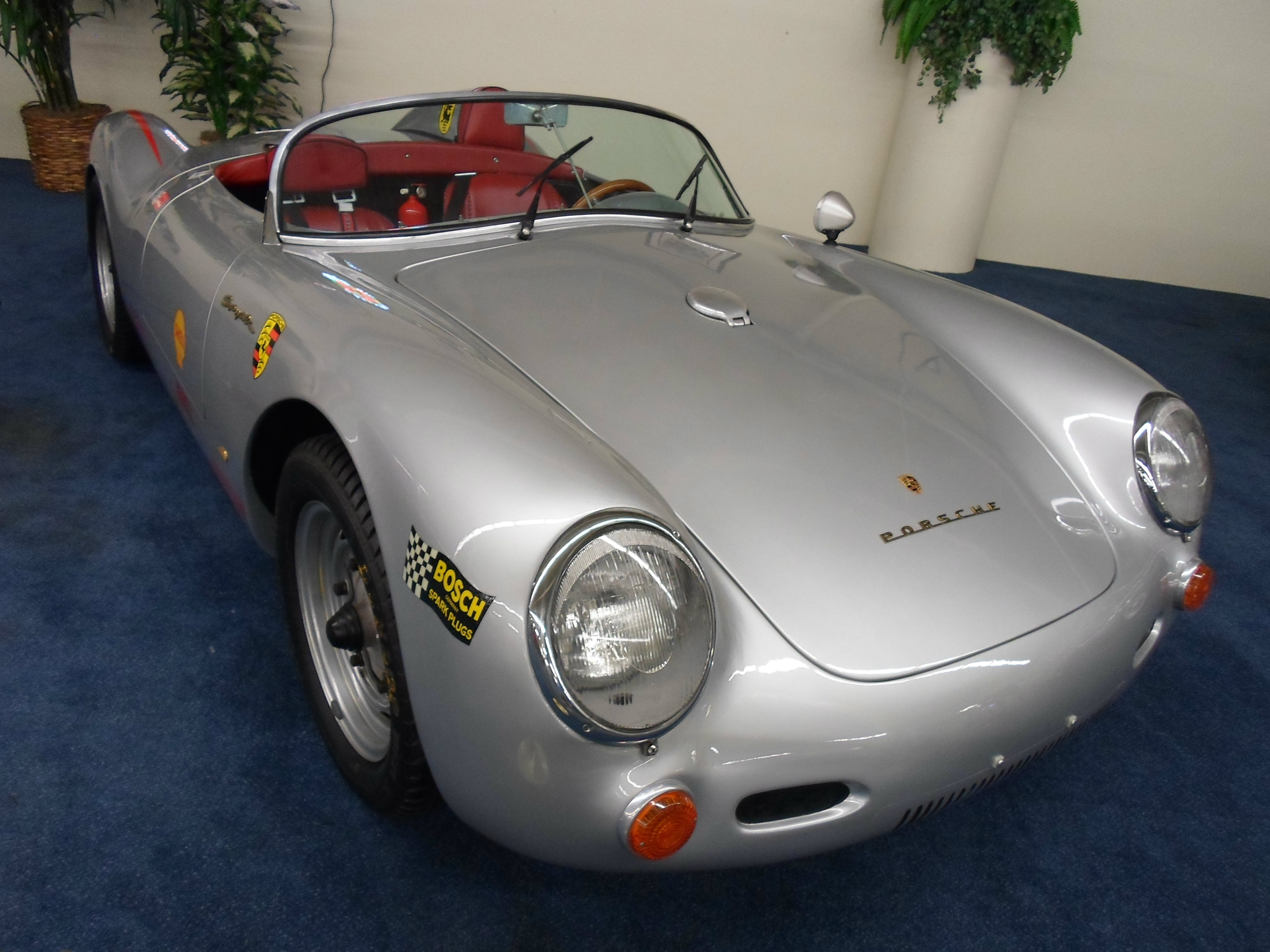
Vintage 550

Vintage Speedsters of California Inc. ist ein US-amerikanischer Hersteller von Automobilen.

## Unternehmensgeschichte
Das Unternehmen wurde am 7. Juni 1988 in Hawaiian Gardens in Kalifornien gegründet. Die Produktion von Automobilen und Kit Cars begann. Der Markenname lautet Vintage, evtl. mit Zusatz Speedsters oder Spyders. Nach Angaben des Unternehmens entstanden bisher über 3300 Fahrzeuge.

## Fahrzeuge
Der Speedster ist die Nachbildung des Porsche 356 als Roadster. Das überarbeitete Fahrgestell eines VW Käfer bildet die Basis. Darauf wird eine offene zweitürige Karosserie aus Fiberglas montiert. Eine Ausführung hat verbreiterte hintere Kotflügel.
Früher gab es auch den Spyder. Er war dem Porsche 550 Spyder nachempfunden. Er hatte einen Gitterrahmen und Mittelmotor, der wahlweise von Volkswagen oder vom Porsche 914 stammte.